# Пения
Пения (др.-греч. Πενία или Πενίη, «бедность») — персонаж древнегреческой литературы, персонификация бедности и нужды.
Не имела в Греции культа, присутствия в искусстве и аутентичной мифологии, хотя фигурирует в генеалогиях, составленных ad hoc для аллегорических целей.
Действующее лицо комедии Аристофана «Плутос» (489—618), диалога Лукиана «Тимон, или Мизантроп».
В латинской литературе ей соответствуют Эгестас (Egestas), Паупертас (Paupertas), Инопия (Inopia).

## Ранние авторы
У Алкея Пения (Бедность) названа сестрой Амехании (Бедствия), эти две сестры «повергают народ под ярмо». Г. Либерман указывает, что ещё раньше эта пара понятий встречалась в «Трудах и днях» Гесиода (496—497), но не персонифицировалась.
У Феогнида Пения превращается уже в мать Амехании, и называется родной для любящих правду.
Та же пара божеств появляется в приводимом Геродотом диалоге между Фемистоклом и жителями острова Андрос: когда афинский полководец требует от них денег, ссылаясь на поддержку божеств Убеждения (Пейто) и Принуждения (Ананкеи), андросцы отвечают, что их остров — излюбленное местопребывание других божеств: Пении (Бедности) и Амехании (Беспомощности).
В сохранившейся фрагментарно трагедии Еврипида «Архелай», поставленной между 413 и 406 годами до н. э., утверждается, что у Пении (Бедности), самой бесстыдной богини, нет своего святилища. Тема бедности и богатства занимает заметное место в известных фрагментах пьесы, а конкретная цитата с упоминанием богини атрибутируется разными учёными либо дочери Киссея, возражающей против брака с бедняком, либо хору.
Демокрит в аллегорических целях называл Пенией (Бедностью) мать гомеровского свинопаса Евмея.

## Персонаж Аристофана
В комедии Аристофана «Плутос», поставленной в 388 году до н. э., два афинянина Хремил и Блепсидем, встретив бога богатства Плутоса, хотят вернуть ему зрение. Однако Пения (Бедность) оспаривает их мнение, что богатство — благо, а бедность — зло, утверждая, что люди живут прежде всего благодаря ей.
Отрывок в анапестических тетраметрах (ст.487—618) соответствует агону в большинстве ранних пьес Аристофана, но здесь сведён к простой структуре (диалог Хремила и Бедности при участии Блепсидема). Роль Пении, вероятно, исполнял первый актёр (всего актёров в пьесе четыре), игравший также Кариона.
Когда она появляется на сцене, собеседники говорят о ней как «бледной лицом» и похожей на Эринию из трагедии. Согласно А. Соммерстейну, эти слова могут подразумевать, что Хремил думает о ней как некоем призраке или подземном демоне. Продолжая традицию родословных, Хремил называет Пению сестрой Птохеи («Нищеты»).
По словам А. Соммерстейна, Бедность в своей речи предпринимает reductio ad absurdum всего проекта Хремила, того плана сделать всех богатыми, который он представил в начале пьесы.
Состязание Бедности и Хремила следует видеть как агон между духом трагедии и комедии, между суровой реальностью и фантазией исполнения желаний.
По оценке Соммерстейна, Пения смогла выставить два аргумента, на которые Хремил не смог найти удовлетворительный ответ (ст. 507—534 и 558—561): никто не станет пахать и трудиться, если все люди будут богаты; и тезис, что бедняки здоровы и стройны, а богачи толсты и некрасивы. Впрочем, аргументы не согласуются друг с другом, а первый — и внутри себя. Однако Хремил признает её правоту.
В агоне Пения доказала, что перераспределение богатства, или на базе равенства, или согласно заслугам, в реальном мире не исцелило бы положение дел. Хремил признаёт, что в терминах реального мира Бедность права, но продолжает развивать свой план, ибо действует не в реальном мире, но в мире комедии.
В завершении агона, когда Бедность насильно выводят, хотя далеко не очевидно, что она побита в споре, Соммерстейн видит некоторую параллель второму агону «Облаков» (1345—1451).

## У Платона и его толкователей
В диалоге Платона «Пир», датируемом 380-ми годами, со ссылкой на Диотиму Сократ рассказывает миф о рождении Эрота. Согласно ему, Пения — нимфа, просившая подаяния, зачавшая ребёнка от спящего Пороса и родившая Эрота. Пения не обладает ни мудростью, ни богатством, и Эрот, как истинный сын своей матери, всегда нуждается.
Плутарх утверждает, что платоновская Пения — материя, не имеющая в себе блага, но стремящаяся к нему и наполняющаяся им. Максим Тирский приводит миф о рождении Эрота как пример рассказа, который не нужно понимать буквально.
Ориген, вспоминая рассказанный Платоном миф, утверждает, что сад Зевса чем-то напоминает рай из библейской Книги Бытия, Пения может быть приравнена к змию-соблазнителю, а Порос — к человеку (Адаму)
Плотин также толкует Пению как материю, всецело нуждающуюся и причастную природе умопостигаемого, но не его эйдолам и образам. По А. Ф. Лосеву, здесь Пения — эманация мировой души, материя логоса.

## У поздних античных авторов
В диалоге Лукиана на сцене вновь появляются Пения (Бедность) и Плутос (Богатство), соперничающие из-за афинского мизантропа Тимона. Зевс в ответ на молитву посылает ему Богатство, однако Бедность заявляет, что именно она сделала Тимона человеком благоразумным и достойным уважения, с помощью своих спутников Благоразумия и Труда. И сам Тимон возражает Гермесу, восхваляя «достойнейшую бедность, укрепившую меня мужественным трудом».
В одном из вымышленных писем Алкифрона автор Платилем пишет, как страдает от богини Бедности.
Флавий Филострат утверждал, что в Гадире имеется алтарь Бедности. О таком алтаре сообщает и Евстафий со ссылкой на сочинение Элиана «О промысле».
Подборка цитат из различных авторов о бедности и Бедности содержится в 32 главе IV книги «Эклоги» Стобея, включая приведённые выше отрывки из Алкея и Еврипида.